# Уэрта, Максим
Ма́ксимо Уэ́рта Эрна́ндес (исп. Màximo Huerta Hernández), также известный как Ма́ксим Уэ́рта (исп. Màxim Huerta; род. 26 января 1971, Утьель, провинция Валенсия) — испанский журналист и писатель. В июне 2018 года в течение недели занимал должность министра культуры и спорта Испании в правительстве Педро Санчеса. Подал в отставку после опубликования информации об уклонении им от уплаты налогов.

## Биография
Максим Уэрта — дипломированный специалист в области средств массовой информации, выпускник Университета Святого Павла в Валенсии, магистр бизнес-администрирования в области графического дизайна и иллюстрирования в издательском деле. Член Испанской академии телевизионных наук и искусств.
Начинал профессиональную деятельность на радио и в печати в родном Утьеле. В 1997 году перешёл на работу на региональный телеканал Canal Nou, где вёл и редактировал информационные программы. В 2000 году перешёл на работу на канал Telecinco сначала в Валенсии, затем в центральную информационную редакцию канала в Мадриде. В 2005 году получил место в команде ведущих утренней программы Аны Росы Кинтаны, где вплоть до 2015 года специализировался на новостях светской жизни. Одновременно работал на радио и занимался литературной деятельностью. Автор семи романов. Лауреат Весенней премии за лучший роман 2014 года. Не скрывает своей нетрадиционной сексуальной ориентации.
7 июня 2018 года Максим Уэрта был назначен министром культуры и спорта Испании в правительстве Педро Санчеса. Подал в отставку спустя неделю в связи с обвинениями в налоговых махинациях, поставив тем самым рекорд по краткости пребывания на должности министра в демократической Испании. Стало известно, что он уклонился от уплаты налогов в размере более 218 тыс. евро через учреждённую им компанию. На должности министра культуры и спорта Уэрту сменил Хосе Гирао, директор Центра искусств королевы Софии в 1994—2001 годах.